# Пульсано
Пульсано (італ. Pulsano, сиц. Puzanu) — муніципалітет в Італії, у регіоні Апулія,  провінція Таранто.
Пульсано розташоване на відстані близько 450 км на схід від Рима, 95 км на південний схід від Барі, 14 км на південний схід від Таранто.
Населення — 11 396 осіб (2014).

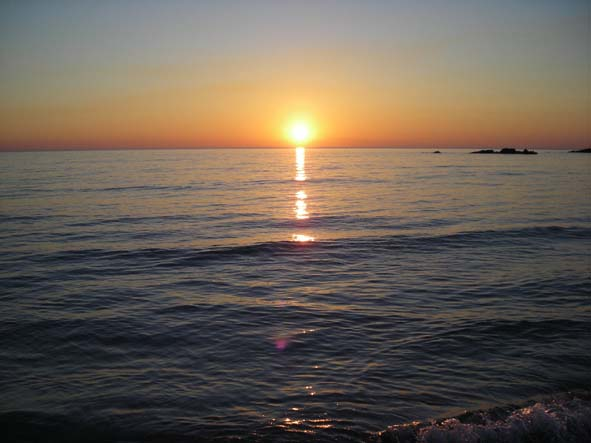

Щорічний фестиваль відбувається 7 та 8 вересня, 11 лютого. Покровитель — святий Трифон.

## Демографія
Населення за роками:

Станом на 1 січня 2023 року в муніципалітеті офіційно проживало 177 іноземців з 33 країн, серед них 66 громадян країн Євросоюзу та 7 громадян України.

## Сусідні муніципалітети
- Фаджано
- Лепорано
- Таранто
- Ліццано